# دان بوشارد
دان بوشارد هو لاعب هوكي جليد كندي، ولد في 12 ديسمبر 1950 في فال دور في كندا.

## وصلات خارجية
- دان بوشارد على موقع دوري الهوكي الوطني (الإنجليزية)
- دان بوشارد على موقع قاعة مشاهير الهوكي (لاعب أن.إتش.أل) (الإنجليزية)
- دان بوشارد على موقع EliteProspects.com (الإنجليزية)
- دان بوشارد على موقع HockeyDB.com (الإنجليزية)
- دان بوشارد على موقع Hockey-Reference.com (الإنجليزية)